# Festival international du jeune cinéma de Hyères
Le Festival international du jeune cinéma de Hyères est un festival de cinéma qui s'est tenu de 1965 à 1983 . 

## Historique
Il a été fondé par l'écrivain Maurice Périsset et le romancier René Poscia. Programmé à Hyères de 1965 à 1971, il s'est déplacé à Toulon de 1972 à 1976, puis est revenu à Hyères de 1977 à 1983.
En 1971 est créé, à Paris, le Collectif Jeune Cinéma, première coopérative de diffusion du cinéma expérimental en France, sans lien direct et organique avec le festival. Son président, Marcel Mazé, ami de Périsset, deviendra le délégué général de la section Cinéma différent en 1973, avec une programmation de films expérimentaux ou de films underground. Avant que cette section ne soit définitivement créée en 1974 (de 1965 à 1972, il n'y avait qu'une seule sélection) : elle s'appelait Cinéma de demain (en 1973) alors que celle dédiée aux films plus traditionnels se nommait Cinéma d'aujourd'hui. Son appellation définitive n'apparaît qu'en 1974. Rui Nogueira sera le délégué de la section Cinéma d'aujourd'hui. Il programmera des films proches de ceux proposés alors par la Quinzaine des réalisateurs. Cette double section clarifie les choses, car les premières années les films expérimentaux et d'Art et essai sont présentés en même temps, mélangés les uns aux autres, ce qui indispose certains spectateurs aux goûts classiques.
De 1972 à 1977, le festival doit s'exiler à Toulon suite de difficultés avec la mairie. Il s'arrête définitivement en 1983, par décision politique municipale .
Du 28 au 31 janvier 1999, un hommage est rendu à Maurice Périsset, avec un festival sous-titré « De Hyères à aujourd'hui », par le Collectif Jeune Cinéma au cinéma La Clef à Paris où sont présentés quelques films remarqués autrefois dans la section Cinéma différent du festival varois. Cette manifestation deviendra le Festival des cinémas différents et expérimentaux de Paris.